# ایسادور اچ. بلیس

ایسادور اچ. بلیس در ۱۹۶۴

ایسادور هری بلیس (Isadore Harry Bellis) (نام تولد: ایزساک بلوستوتسکی) (Izsak Belostotsky) (زادهٔ ۱۵ مارس ۱۹۲۰ – درگذشتهٔ ۲۹ می ۲۰۰۳)، سیاستمدار دموکرات در فیلادلفیا بود. وی که در نوجوانی به ستاره تنیس مشهور بود، بعدتر به یک وکیل موفق مبدل شده و وارد حوزه سیاست شد. وی در ۱۹۶۳ میلادی به عنوان عضو شورای شهری فیلادلفیا انتخاب گردیده و برای سه دوره خدمت کرد تا اینکه در ۱۹۷۲ میلادی رهبری اکثریت شد.
هنگامی که بلیس برای دور سوم در حال خدمت بود، چندین اتهام فساد باعث شد تا وی بخاطر رشوه و سوءاستفاده از مقام مجرم شناخته شود. وی برای بار چهارم نامزد انتخابات شد اما شکست خورده و در فلوریدا بازنشسته شد، جاییکه وی به استیناف خواهی در مقابل محکومیت‌های خود پرداخته و حتی یک روز هم از محکومیت دو تا هفت ساله خود را در زندان سپری نکرد. دادگاه عالی پنسیلوانیا در ۱۹۸۴ میلادی دستور داد تا دادگاه جدیدی برای وی برگزار شود، اما پس از اینکه سال بعدی تنها شاهد پرونده وی فوت کرد، وی از تمامی اتهامات تبرئه شد. بلیس در ۲۰۰۳ میلادی در فلوریدا درگذشت.

## اوایل زندگی و تنیس

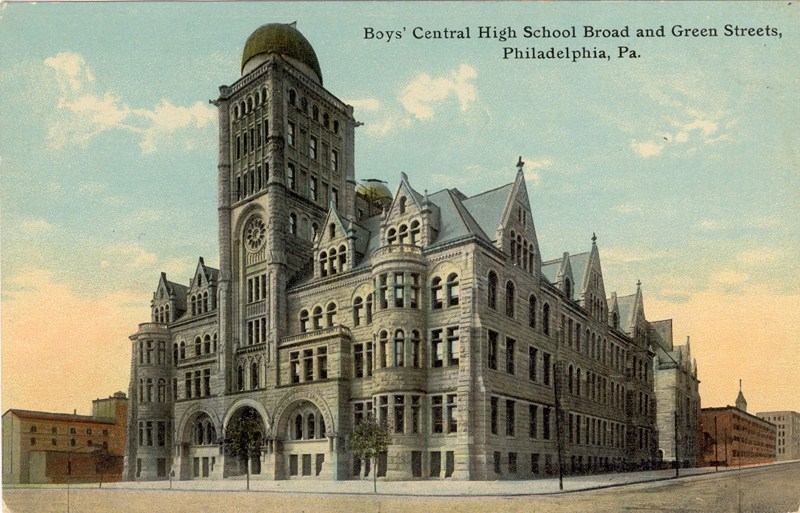
منزل ایسادور هری بلیس در سال 1904

بلیس در ۱۹۲۰ میلادی در یلیسوتگراد در اتحاد جماهیر شوروی (حالا کروپیونیسکی، اوکراین) در یک خانواده روسی-یهودی بدنیا آمد و فرزند هرسک بلوستوتسکی و راچل لونسکی بلوستوتسکی بود. خانواده در ۱۹۲۳ میلادی به ایالات متحده مهاجرت نموده و نام خانوادگی خود را به زبان انگلیسی از بلوستوتسکی به بلیس تغییر دادند. پدر بلیس که حالا بنام هری بلیس شناخته می‌شود، به عنوان منشی در یک بانک در فیلادلفیا مشغول کار شد. بلیس بازی تنیس را در میدان‌های بازی تنیس در فیرماونت پارک یادگرفت و در مدرسه سنترال آموزش دید. در آنجا، وی به یکی از بازیکنان عالی تنیس مبدل شد، لیگ بیرونی قهرمانی ملی پسران را در ۱۹۳۵ میلادی و لیگ داخلی قهرمانی ملی پسران را در ۱۹۳۶ میلادی برنده شد. وی هر دو لیگ قهرمانی پسران را با همکارش ماروین کانترویتز در یک سال برنده شد. بلیس همچنین یک بازیکن فوق‌العاده تنیس روی میز بود.
پس از اتمام مدرسه، بلیس وارد دانشگاه پنسیلوانیا شد، در آنجا کاپیتان تیم تنیس دانشگاه شد و به موفقیت‌های خود در عرصه ورزشی ادامه داد. وی در ۱۹۴۰ میلادی از دانشگاه فارغ‌التحصیل گردید، به بازی تنیس در تورنمنت آماتور، لیگ قهرمانی تنیس لان پنسیلوانیا، ادامه داد و در ۱۹۴۰ میلادی نائب-قهرمان و در ۱۹۴۱ میلادی قهرمان شد. وی در دور مسابقات قهرمانی ملی ایالات متحده نیز بازی کرد، از جمله در مسابقات قبل از تنیس آزاد آمریکا (یو اس اوپن)، مسابقات قهرمانی ۱۹۳۸، ۱۹۳۹، ۱۹۴۰، ۱۹۴۲، ۱۹۴۶ و ۱۹۴۸، اما در هیچ‌یک نتوانست از دور ۳۲ پیش برود.

## حقوق، تجارت و سیاست
بلیس تحصیلات خود را در ۱۹۴۲ میلادی در مدرسه حقوق دانشگاه پنسیلوانیا ادامه داد. وی هنگامی که در مدرسه حقوق بود با هلین کوینگزبرگ ازدواج کرد؛ آنها سه فرزند داشتند – آرتور، متیو و راچل – و تا زمان مرگ بلیس در ۲۰۰۳ میلادی باهم بودند. با آغاز جنگ جهانی دوم، بلیس در اوت ۱۹۴۴ به سوی ارتش ایالات متحده کشیده شد، اما تا دسامبر دوباره به خانه بازگشت. وی در ۱۹۴۵ میلادی از مدرسه حقوق فارغ‌التحصیل گردیده و به عنوان قاضی هوراس استرن در دیوان عالی پنسیلوانیا انتخاب گردید. وی زمانی که در بنگاه حقوقی برنستین و برنستین مشغول کار به عنوان وکیل بود، در سیاست‌های حزب دموکرات نیز دخیل شده و عضو کمیته در وارد ۴۹ام شد. در انتخابات ۱۹۵۲ کنگره، بلیس از حوزه انتخابیه ششم پنسیلوانیا، به عنوان نامزد حزب دموکرات، خود را نامزد کرد اما در مقابل هرینگتون هر شکست خورد. وی بار دیگر در ۱۹۵۴ وارد رقابت شد، اما مدت کوتاهی قبل از برگزاری انتخابات مقدماتی از انتخابات انصراف داد تا از الکساندر همفیل حمایت نماید. بلیس بار دیگر در ۱۹۵۶ میلادی نیز تلاش نموده و نامزد انتخابات شد، اما این بار مغلوب هربر جی. مک‌گلنچی شد، کسی که از دهه ۱۹۴۰ میلادی کرسی را در اختیار داشت. تلاش چهارم وی برای نامزدی در ۱۹۵۸ میلادی پایان خوبی نداشت و وی در رده هفتم قرار گرفت. وی در ۱۹۶۰ میلادی به یک سمت حزبی، رئیس دموکرات‌های وارد ۴۹ام، انتخاب گردید.
او و هربرت اف. کولسبی بنگاه حقوقی خود را در ۱۹۵۶ میلادی تأسیس نمودند و مشتریان آنها بیشتر کارمندان شعبه محلی سازمان برادری پلیس بود. معاون فرماندار جان مورگان داویس در ۱۹۵۹ میلادی به این بنگاه ملحق شد. در اوایل دهه ۱۹۶۰ میلادی، بلیس به گروهی از سرمایه‌گذاران ملحق شد که تحت رهبری برنارد ال. ساکیت یک اتحادیه تشکیل داده و فیلم‌های خارجی را در سراسر ایالات متحده پخش می‌نمودند. وی همچنین از ۱۹۵۸ تا ۱۹۶۳ میلادی به عنوان معاون دادستان کل ایالات خدمت کرد.

## شورای شهر

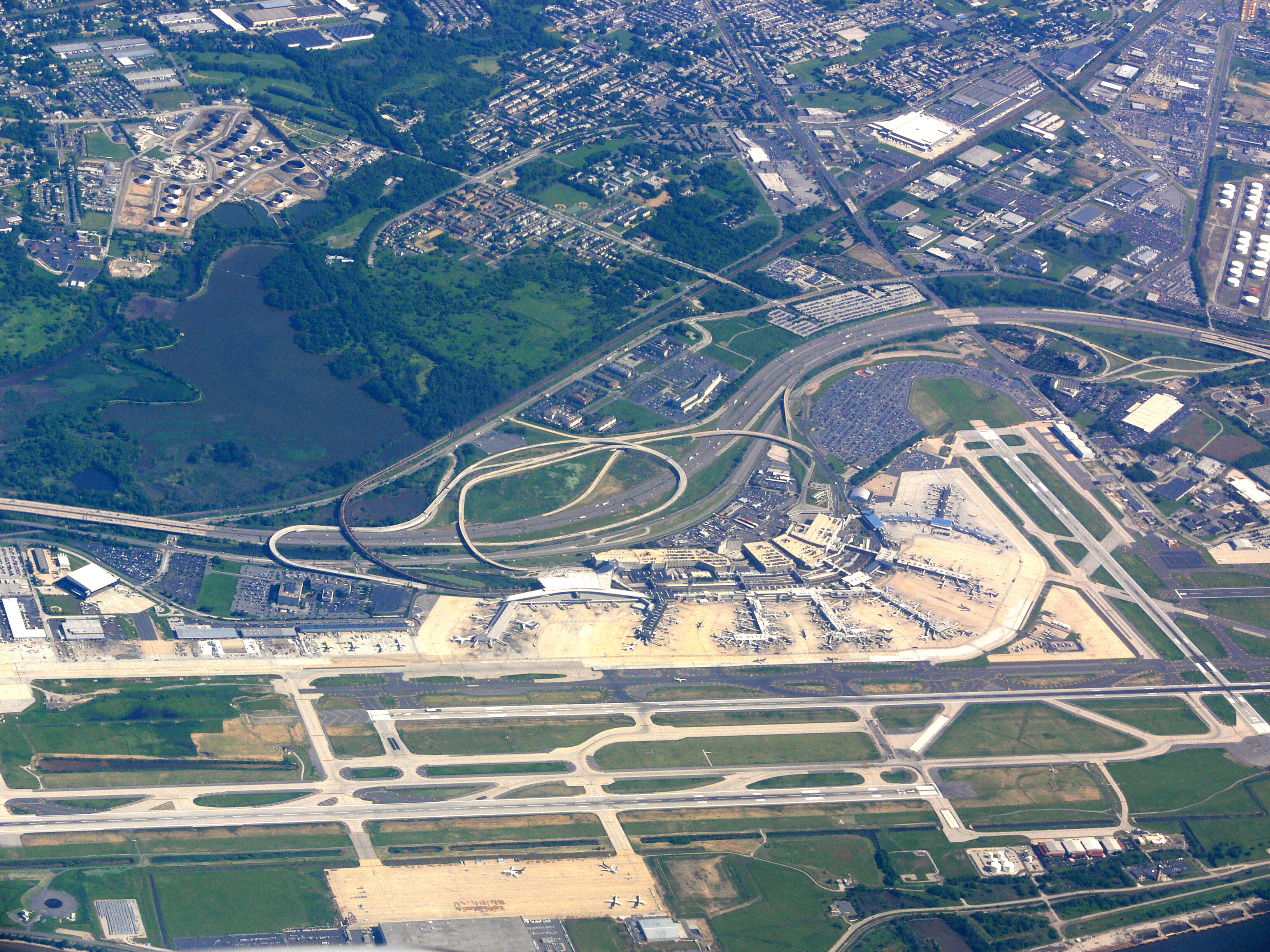
عکس هوایی از فرودگاه بین المللی فیلادلفیا

### صاحب‌خانه‌ها، مدارس و استادیوم‌ها
بلیس بار دیگر در ۱۹۶۳ میلادی برای راهیابی به کرسی عمومی تلاش ورزیده و در انتخابات مقدماتی دموکرات برای کرسی شورای شهری از حوزه انتخابیه هشتم وارد رقابت شد، حوزهٔ که دربرگیرنده منطقه شمال‌غربی شهر بود. این بار، با داشتن پشتیبانی سازمانی حزب، بلیس به آسانی خود را نامزد انتخابات کرد. در انتخابات سراسری که در خزان همان سال برگزار گردید، وی با تفاوت اندک توانست در مقابل متصدی جمهوری‌خواه، استانلی بی. اسمولن، به پیروزی برسد. کارزار انتخاباتی بلیس بر مشکلات صاحب‌خانه‌ها متمرکز بود، از اینرو سال بعدی وی طرحی را در شورا پیشکش نمود که مطابق آن جریمه‌های تخطی از کدهای مسکن را افزایش می‌داد. وی همچنین عضو کمیته تحقیقی شورای شهری بود، کمیتهٔ که مسئولیت داشت تا رویدادی در مورد جان دادن یک کاپیتان سیاه‌پوست پلیس پس از اینکه در ۱۹۶۶ میلادی اجازه داخل شدن به بیمارستان عمومی فیلادلفیا دریافت نکرد، را تحقیق نماید. مسئله استادیوم‌های ورزشی شهری و جدید نیز در دور اول خدمت بلیس به یکی از مباحث داغ مبدل شده بود. وی طرفدار ساخت یک استادیوم گنبدی در منطقه‌ای در رودخانه دلاور در نزدیکی پینز لاندنگ بود. اکثریت اعضای شورا رأی مخالف دادند و پروژه‌ای که در نهایت منظور شد عبارت از استادیوم کهنه‌سربازان دارای هوای باز در جنوب فیلادلفیا بود. اسپکترم، سالن سرپوشیده بازی بسکتبال و هاکی، نیز در آن محل ساخته شد.
ناحیه‌بندی مجدد حوزه‌های انتخابیه شورای شهری باعث شد تا وارد ۴۹ام بلیس در انتخابات ۱۹۶۷ به حوزه انتخابیه نهم تغییر داده شود. وی تصمیم گرفت تا به عنوان شهردار خود را نامزد نماید، اما بعداً از حوزه انتخابیه جدید خود را نامزد شورای شهری کرد و متصدی این حوزه جدید، هنری پی کار، نیز با قدرت فراوان وارد رقابت انتخاباتی شد. وی در انتخابات مقدماتی دموکرات‌ها هیچ رقیبی نداشت، اما در آن سال در انتخابات سراسری، جمهوری‌خواهان قوی‌ترین چالش خود را به دموکرات‌ها پیشکش کردند. بلیس بازهم توانست با تفاوت اندک پیروز شده و رقیب جمهوری‌خواه، استاد حقوق مارتین وینیکور، را با تفاوت تنها ۱۰۴۷ رأی، از مجموع ۸۱۷۰۱ رأی ریخته شده، شکست دهد.
در جلسه شورای شهری که در ۱۹۶۸ میلادی آغاز گردید، بلیس به عنوان شلاق حزب دموکرات و رئیس کمیته قانون و حکومت‌داری انتخاب گردید. در همان سال، وی با سرپرست مدارس بنام مارک شید، بخاطر برنامه‌های ناحیه برای تصاحب خانه‌های خصوصی و گسترش مدرسه ژنرال دیوید بی. برنی و دبیرستان سیامون گراتز، درگیر شد؛ این برنامه‌ها در نهایت منظور شدند. وی از طرحی برای نامگذاری یک دبیرستان جدید در ناحیه به افتخار مارتین لوتر کینگ جونیور حمایت نمود و در نهایت همین نام برای مدرسه انتخاب شد. سال بعدی، مباحثی پیرامون یک مدرسه دیگر باعث شد تا بلیس بار دیگر با رئیس هیئت مدیره مدارس (و شهردار پیشین) ریچارد دیلورث، سر و کله بزند. همان سال، وی بنگاه حقوقی خود را ترک کرده و به یک بنگاه حقوقی جدید که بعداً به کوهن، بلیس و ورلین معروف گردید، ملحق شد.

### رسوایی‌های رشوه‌گیری
در ۱۹۶۹ میلادی، بلیس در پیشروی یک هیئت منصفه بزرگ که فساد توسعه شهری را تحقیق می‌کردند، شهادت داد اما به هیچ جرمی مجرم شناخته نشد. وی بار دیگر در ۱۹۷۰ میلادی شهادت داد.

## ارجاعات
1. ↑  SSACI 2003.
2. ↑  Naturalization Records 2011.
3. ↑  1930 Census.
4. ↑  Inquirer 1975.
5. ↑  Levy 1939, p. 595.
6. ↑  Levy 1939, p. 596.
7. ↑  Schiff 1939, p. 136.
8. ↑  Daily Pennsylvanian 1939.
9. ↑  Inquirer 1941.
10. ↑  ATP Tour 2020.
11. 1 2 3  Inquirer 1964.
12. ↑  Sun-Sentinel 2003.
13. ↑  Times-Tribune 1944.
14. ↑  BIRLS 2011.
15. 1 2 3  Lame 1973c.
16. ↑  Inquirer 1952.
17. ↑  Inquirer 1954.
18. ↑  Inquirer 1956.
19. ↑  Inquirer 1958.
20. ↑  Inquirer 1959.
21. ↑  Daily American 1959.
22. ↑  Williams 1961.
23. ↑  Inquirer 1963.
24. ↑  Bellinger 1963.
25. ↑  Bulletin Almanac 1964, p. 30.
26. ↑  Daily News 1964.
27. ↑  Inquirer 1967a.
28. ↑  Daily News 1967.
29. ↑  Birker 2005, pp. 5–6.
30. ↑  Feist 1966.
31. ↑  Inquirer 1967b.
32. ↑  Bulletin Almanac 1968, p. 17.
33. ↑  Lordan 1968.
34. ↑  Inquirer 1968.
35. ↑  Umansky 1968.
36. ↑  Umansky 1969.
37. ↑  Trachtman & McAdams 1969.